# Bsisa
La bsisa (in arabo بسيسة‎?; in berbero: aḍemmin) è un cibo tunisino.
Presso gli ebrei della Libia viene mangiato il primo giorno (Rosh Chodesh) del mese ebraico del Nissan. Consiste in una polvere di farina di grano e orzo. A ciò vanno aggiunte varie spezie come coriandolo, cumino, mandorle, oltre a datteri e zucchero. Prima di mangiare la bsisa, il capofamiglia benedice in arabo libico, tenendo nella mano destra una chiave e impastando, con la sinistra, gli ingredienti, con le seguenti parole:
Ya fetchah,

Bla Neftchah,

Ya atai,

Bla menai,

Ar zikna wa zikmana!
Oppure:
'Ia Fettah la fettah bla' meftah,

'ia  Attai Bla Menna'

'Terzekna' Uterzek menna',

'Fettah ia alena, ada am Mabruk alena
In italiano, ciò vuol dire: "Signore, tu che apri senza bisogno di chiavi, tu che dai con mano generosa, tu che dai senza compenso, concedici il tuo bene affinché noi possiamo fare del bene agli altri!"
La celebrazione commemora la costruzione del primo Bet Hamikdash (il tabernacolo), inaugurato proprio nel primo giorno del mese di Nissan. In quella occasione, a tutti gli ebrei venne chiesto di portare tutto ciò che fosse nelle loro possibilità affinché si desse il via alla costruzione del tabernacolo. Per ricordare questa donazione, alla fine della preghiera le donne depositano un monile d'oro nell'impasto.